# Carlos Risopatrón Argomedo
Carlos Vicente Risopatrón Argomedo (Concepción, 1850-Viña del Mar, 1926) fue un abogado, agricultor y político conservador chileno.

## Biografía
Hijo de Carlos Risopatrón Escudero y Leocadia Argomedo Lurquín. Contrajo matrimonio con Mariana Lamas Benavente.
Realizó sus estudios en el Liceo de Concepción, donde además cursó Leyes y juró como abogado (1872). Se dedicó a labores agrícolas en fundos familiares, en la zona de Maullín. 
Desempeñó algunas actividades como publicistas e hizo clases de Derecho Civil en la Pontificia Universidad Católica de Chile. Publicó un Diccionario de Legislación y Jurisprudencia. Colaboró con publicaciones en diarios de la capital, escribió en la Revista La Semana y fue miembro de la Sociedad Nacional de Agricultura.
Miembro del Partido Conservador. Fue elegido diputado por Laja, Nacimiento y Mulchén (1888-1891). Participó de la comisión permanente de Hacienda e Industrias.
Nuevamente diputado, esta vez representando a Llanquihue y Palena (1891-1894), en la ocasión formó parte de la comisión permanente de Constitución, Legislación y Justicia.
Volvió a ser diputado, ahora por Valdivia y La Unión (1894-1897). En este período integró la comisión permanente de Relaciones Exteriores.